# Équipe de France de football en 1910
Chronologie
Saison précédente Saison suivante
L'équipe de France joue trois matches en 1910 qui se soldent par autant de défaites. 
Le 18 mai le CFI (ancêtre de la FFF) fait coudre un coq sur le maillot pour la première fois. Le coq devient par la suite l'emblème officiel de l'équipe de France.
Le 15 mai, la France affronte l'Italie qui dispute à cette occasion son premier match officiel.

## Les matchs
| Date          | Stade                                 | Adversaire         | Score  | Comp | Buteurs français             |
| 3 avril 1910  | Stade de la FGSPF Gentilly, France    | Belgique           | D 0-4  | A    | -                            |
| 16 avril 1910 | Goldstone Ground Brighton, Angleterre | Angleterre amateur | D 1-10 | A    | Tousset (87e)                |
| 15 mai 1910   | Arena Civica Milan, Italie            | Italie             | D 6-2  | A    | Bellocq (50e) & Ducret (62e) |

A : match amical.

## Les joueurs
| Joueurs                                                          |    |    |    |
| Gardiens de but                                                  |    |    |    |
| Tessier (AS Bon Conseil) (dernières sélections)                  | 90 | 90 | 90 |
| Défenseurs                                                       |    |    |    |
| D. Mercier (Étoile des Deux Lacs) (uniques sélections)           | 90 | 90 | 90 |
| André Sollier (CA Vitry)                                         | 90 | 90 | 90 |
| Milieux                                                          |    |    |    |
| Jean Rigal (AF Garenne-Colombes)                                 | 90 | 90 | 90 |
| Jean Ducret (Étoile des Deux Lacs) (1resélection)                | 90 | 90 | 90 |
| Eugène Petel (AS Alfortvillaise) (1reet dernière sélection)      | 90 |    |    |
| Henri Vascout (CA Vitry) (1resélection)                          |    | 90 | 90 |
| Attaquants                                                       |    |    |    |
| Étienne Jourde (CA Vitry) (1resélection)                         | 90 | 90 | 90 |
| Maurice Olivier (Étoile des Deux Lacs) (1resélection)            | 90 | 90 | 90 |
| Henri Mouton (Étoile des Deux Lacs) (dernières sélections)       | 90 | 90 | 90 |
| Henri Bellocq (Étoile des Deux Lacs)                             | 90 | 90 | 90 |
| Joseph Delvecchio (AS Alfortvillaise) (1reet dernière sélection) | 90 |    |    |
| Auguste Tousset (Étoile des Deux Lacs) (1resélection)            |    | 90 |    |
| Henri Sellier (Étoile des Deux Lacs) (1reet dernière sélection)  |    |    | 90 |